# Enes Talha Şenses
Enes Talha Şenses (7 marzo 1998) è un altista turco, detentore del record nazionale di disciplina.

## Record nazionali
Seniores
- Salto in alto: 2,31 m ( Ankara, 22 giugno 2022), primato nazionale
- Salto in alto indoor: 2.20 m (2021)

## Palmarès
| Anno | Manifestazione | Sede     | Evento        | Risultato | Prestazione | Note |
| ---- | -------------- | -------- | ------------- | --------- | ----------- | ---- |
| 2022 | Europei        | Monaco   | Salto in alto | 23º (q)   | 2,12 m      |      |
| 2023 | Europei indoor | Istanbul | Salto in alto | 9º (q)    | 2,14 m      |      |

Ha vinto 4 titoli nazionali (di cui 2 al coperto).